# Xinh Nhã
Xinh Nhã là bộ sử thi của dân tộc Ê Đê

## Nội dung
Xinh Nhã là con trai của Gia Rơ Khốt - một vị tù trưởng giàu có và danh tiếng ở Tây Nguyên. Do bị Gia Rơ Bú, một vị tù trưởng khác ganh ghét, gây chiến, kéo người sang cướp phá buôn làng, giết chết Gia Rơ Khốt và bắt vợ Gia Rơ Khốt là nàng H' Bia về làm nô lệ. Xinh Nhã, lúc ấy còn nhỏ, may mắn trốn thoát, được vợ chồng Xinh Yuê đưa về nuôi. Lớn lên, khi biết chuyện, chàng đã không quản ngại gian khó, thử thách đi tìm Gia Rơ Bú để báo thù cho cha, cứu mẹ khỏi cảnh đoạ đày, đưa buôn làng trở lại cảnh yên vui ngày trước.
Do việc chiến đấu chống lại những kẻ hung ác nên chàng được thần linh và dân làng giúp đỡ, đưa lại cho chàng sức mạnh của bão tố, lập nên những kì tích trong chiến đấu. Qua đó sử thi đã vẽ nên hình tượng người anh hùng của người Tây Nguyên đầy hấp dẫn.
Cùng với trường ca Đam San, trường ca Xinh Nhã là một trong bảy bản trường ca, sử thi của người Ê Đê được tìm thấy, sưu tầm và in thành sách và được các nhà sử học đánh giá rất cao.